# Herraje
Herraje, además las herraduras, son otros productos de la artesanía de los herreros, a excepción de la rejería, que tiene una consideración aparte. 
Particularmente, es la guarnición de muebles o elementos arquitectónicos de madera (como las puertas o los cofres) que se realiza a base de clavos y planchas de hierro o acero, que les refuerza y mantiene unidos los tableros que les componen.

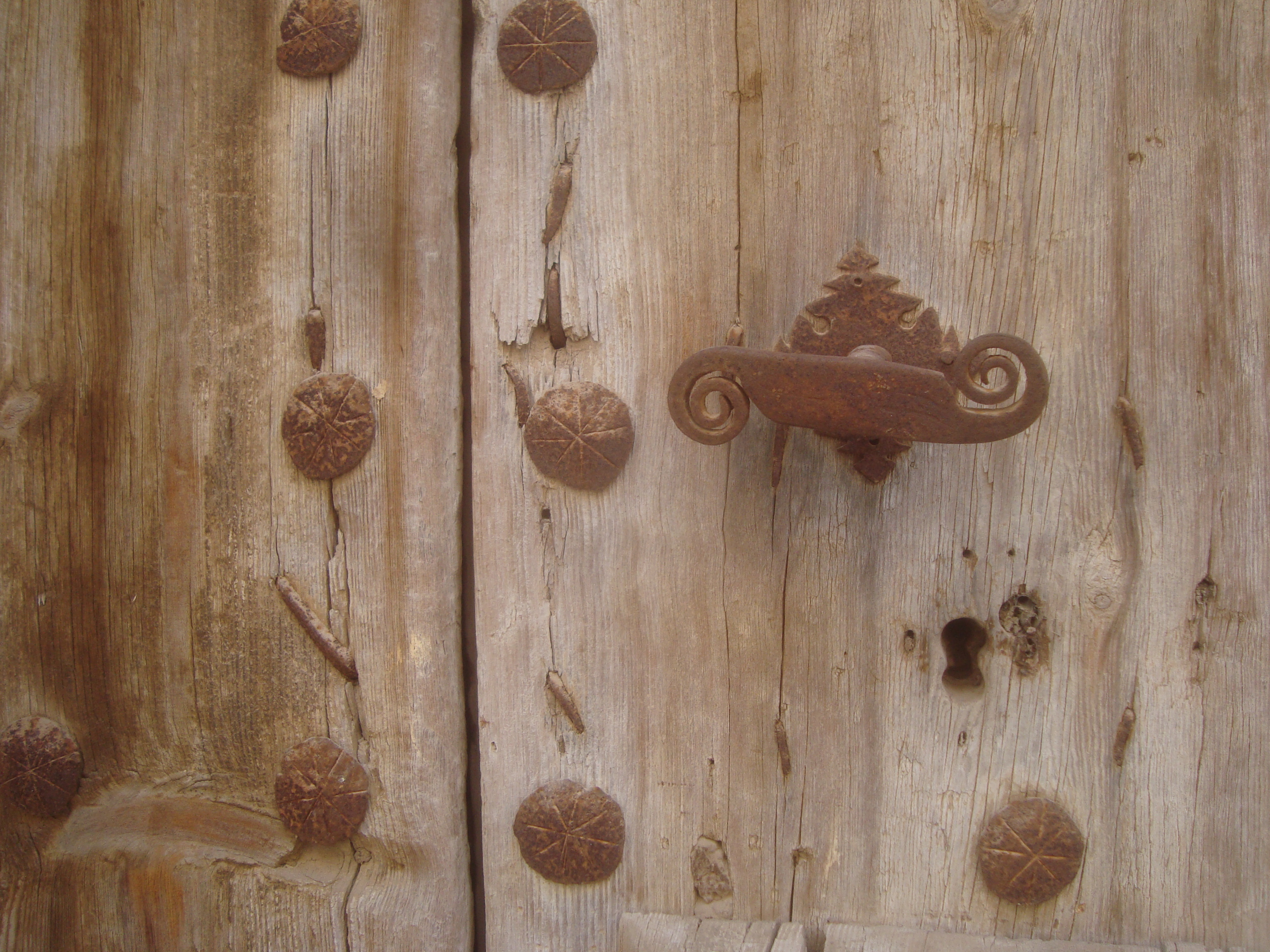
Herrajes de puerta, manilla o aldaba de pestillo y clavos decorados (Castelserás).

El artesano que aplica los herrajes a las obras de carpintería suele ser el carpintero.

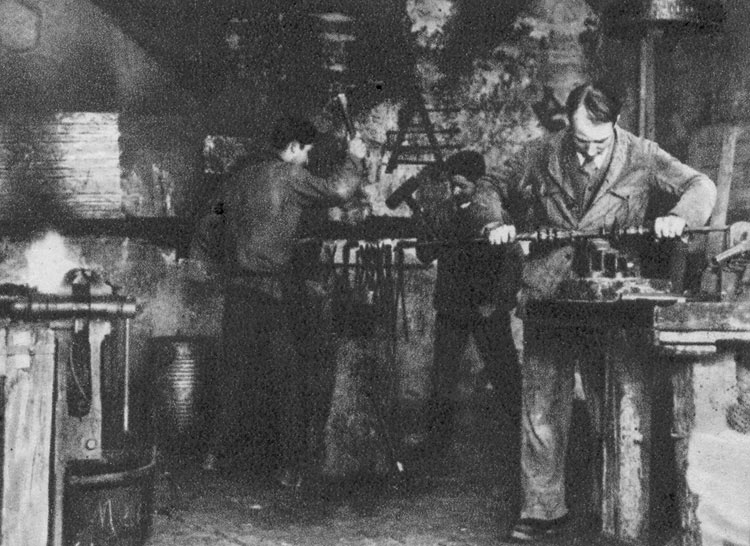
Confección de un herraje.
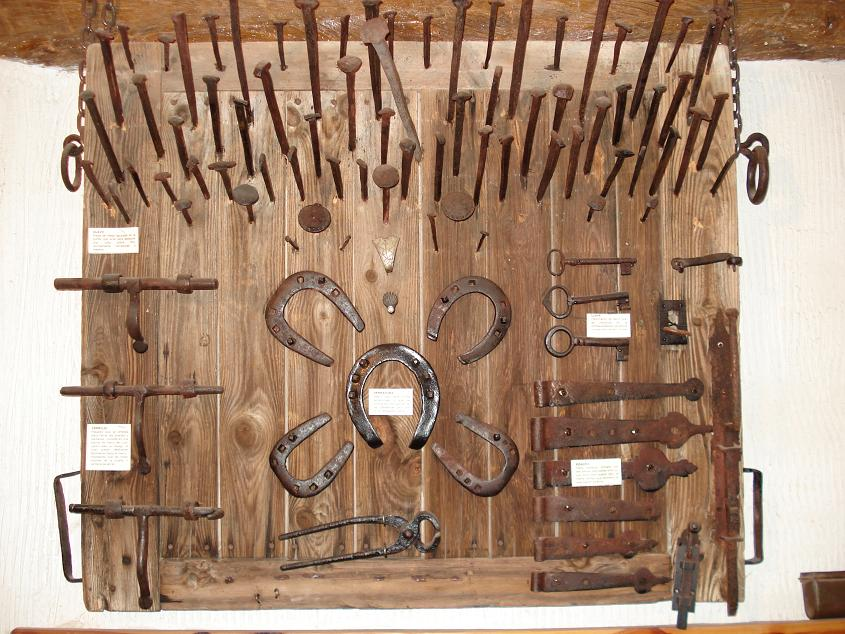
Exposición de herrajes.
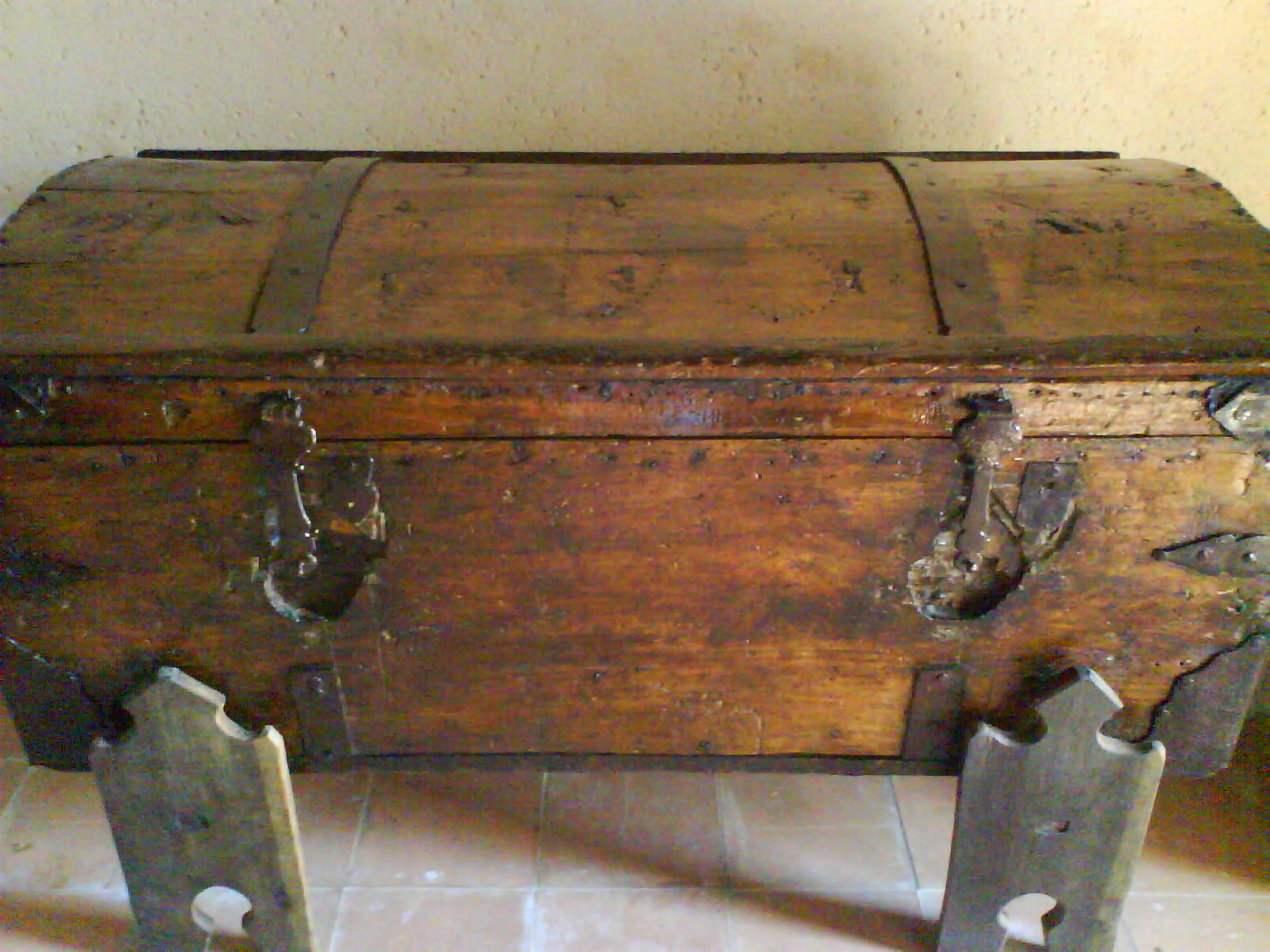
Baúl del siglo XVIII, con sus herrajes.
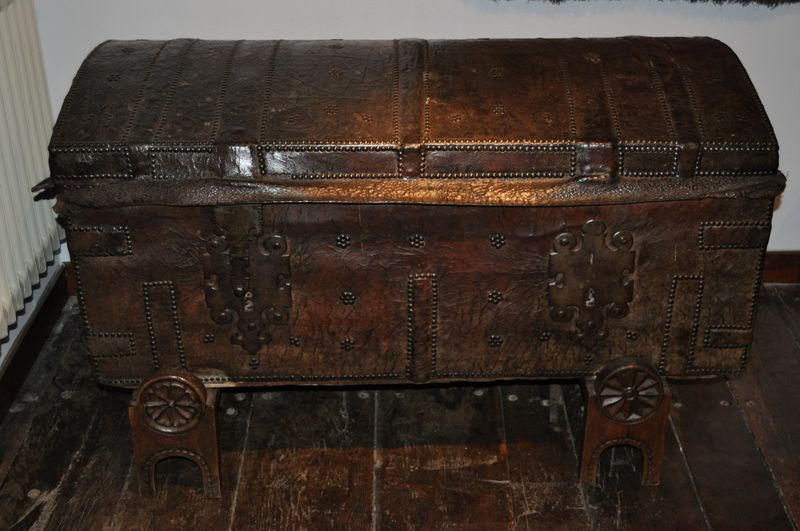
Baúl de cuero con sus herrajes.
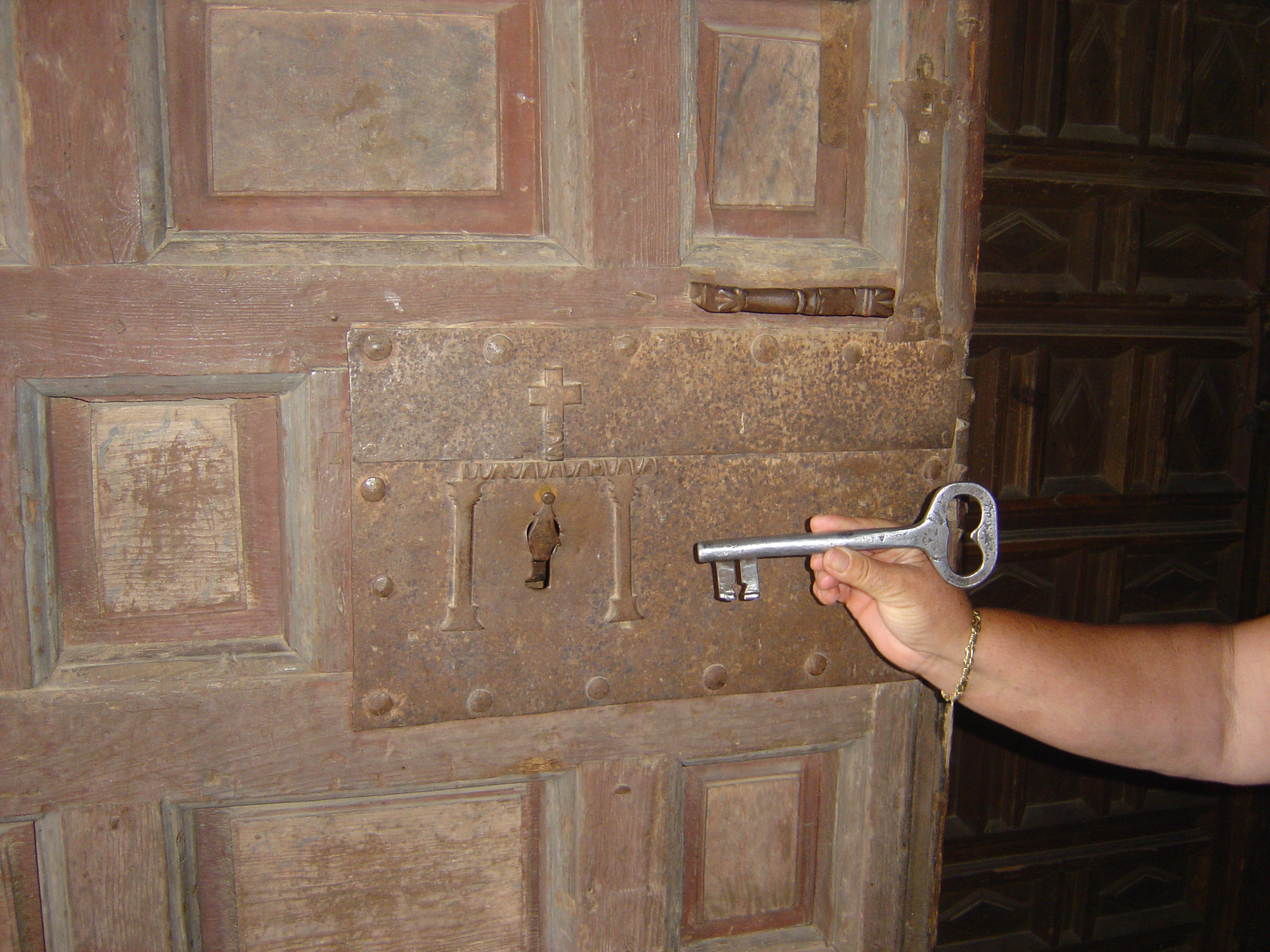
Herraje de la puerta de la iglesia de San Miguel Arcángel (Andaluz, provincia de Soria).
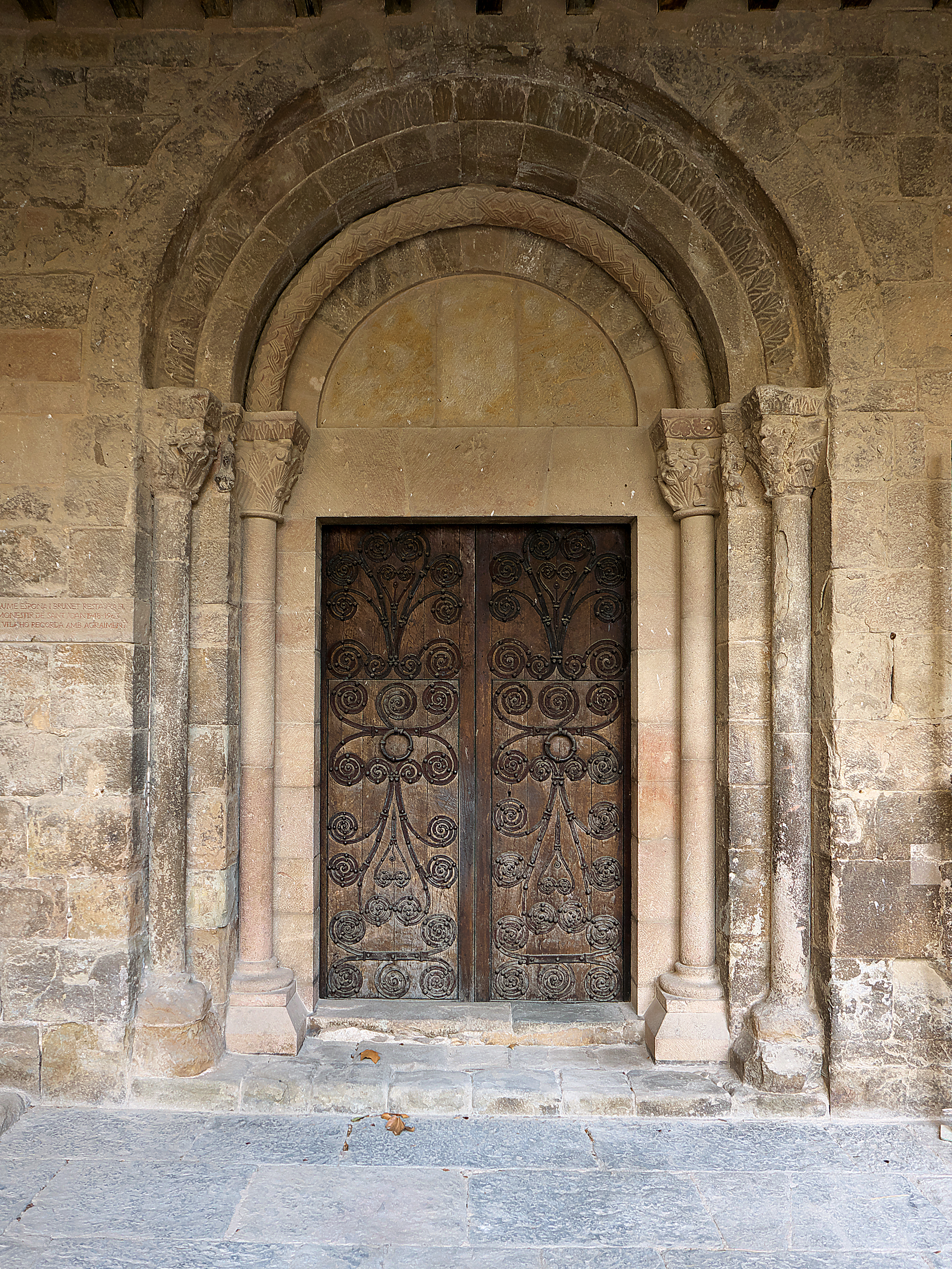
Herrajes románicos en el portal de San Mateo del monasterio de San Juan de las Abadesas.
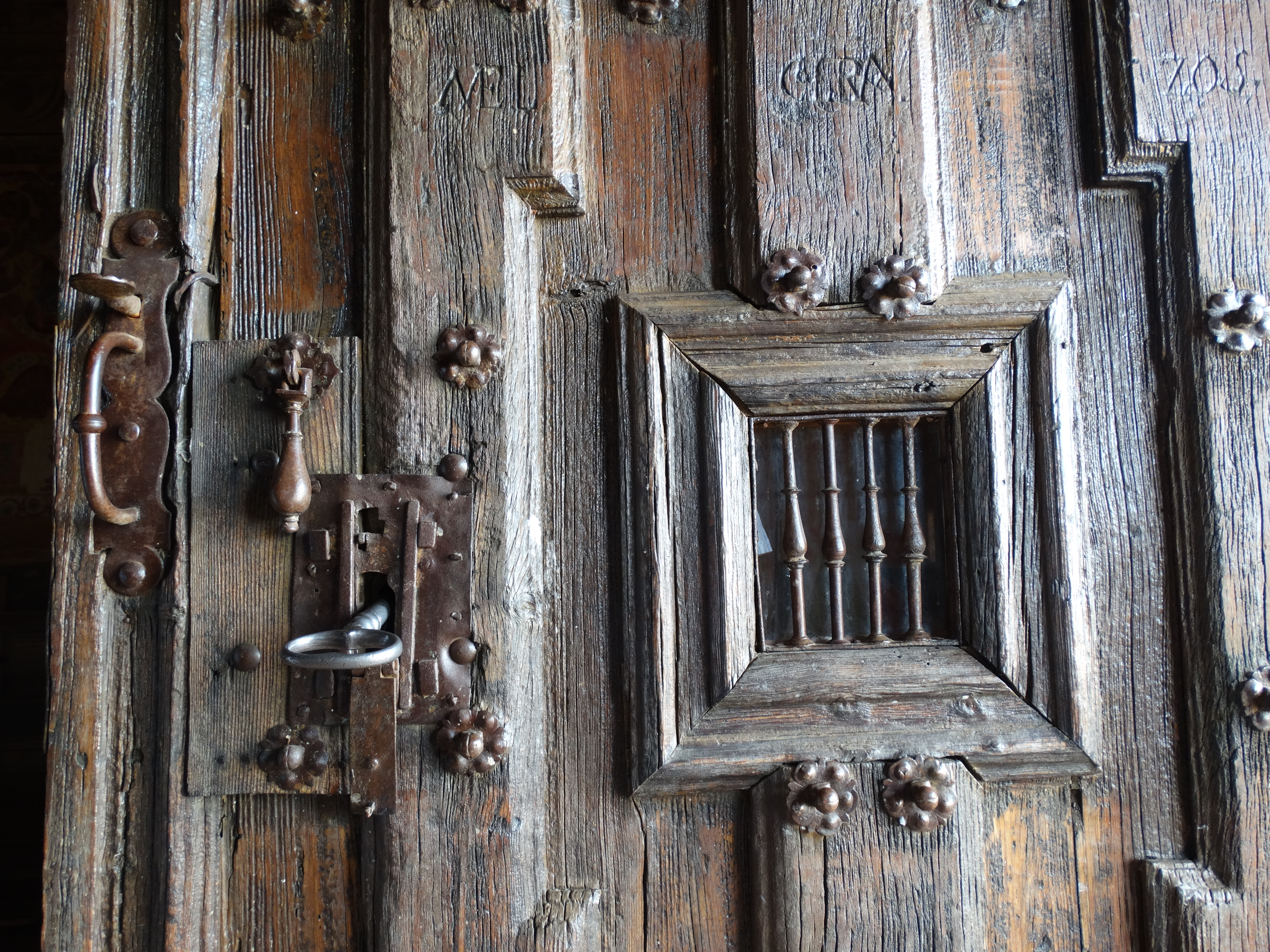
Herrajes de la puerta de la ermita de Santa Ana (Pozuelo de la Orden, provincia de Valladolid).

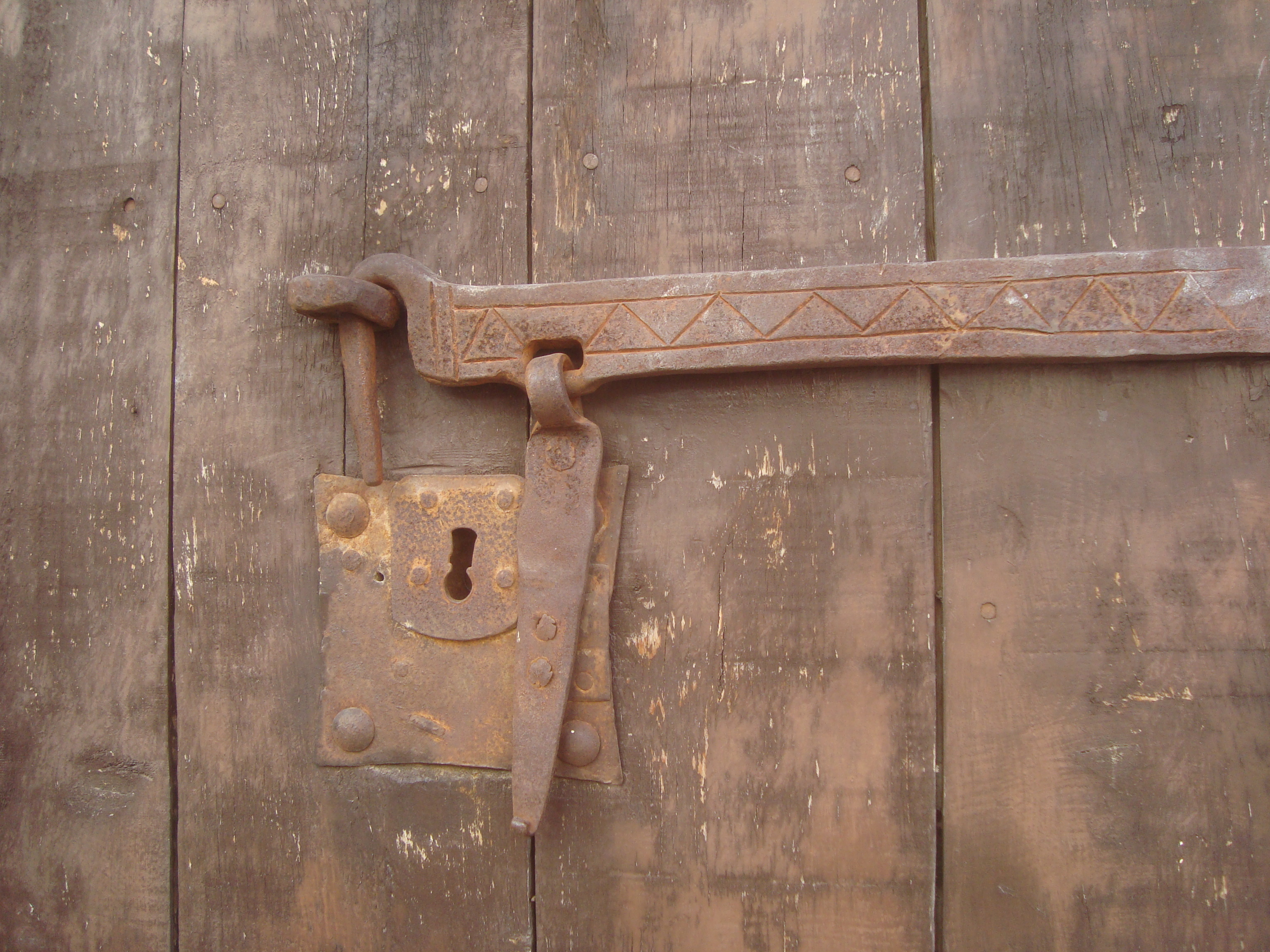
Aldaba de hierro forjado y decorada por el herrero (Torrecilla de Alcañiz).

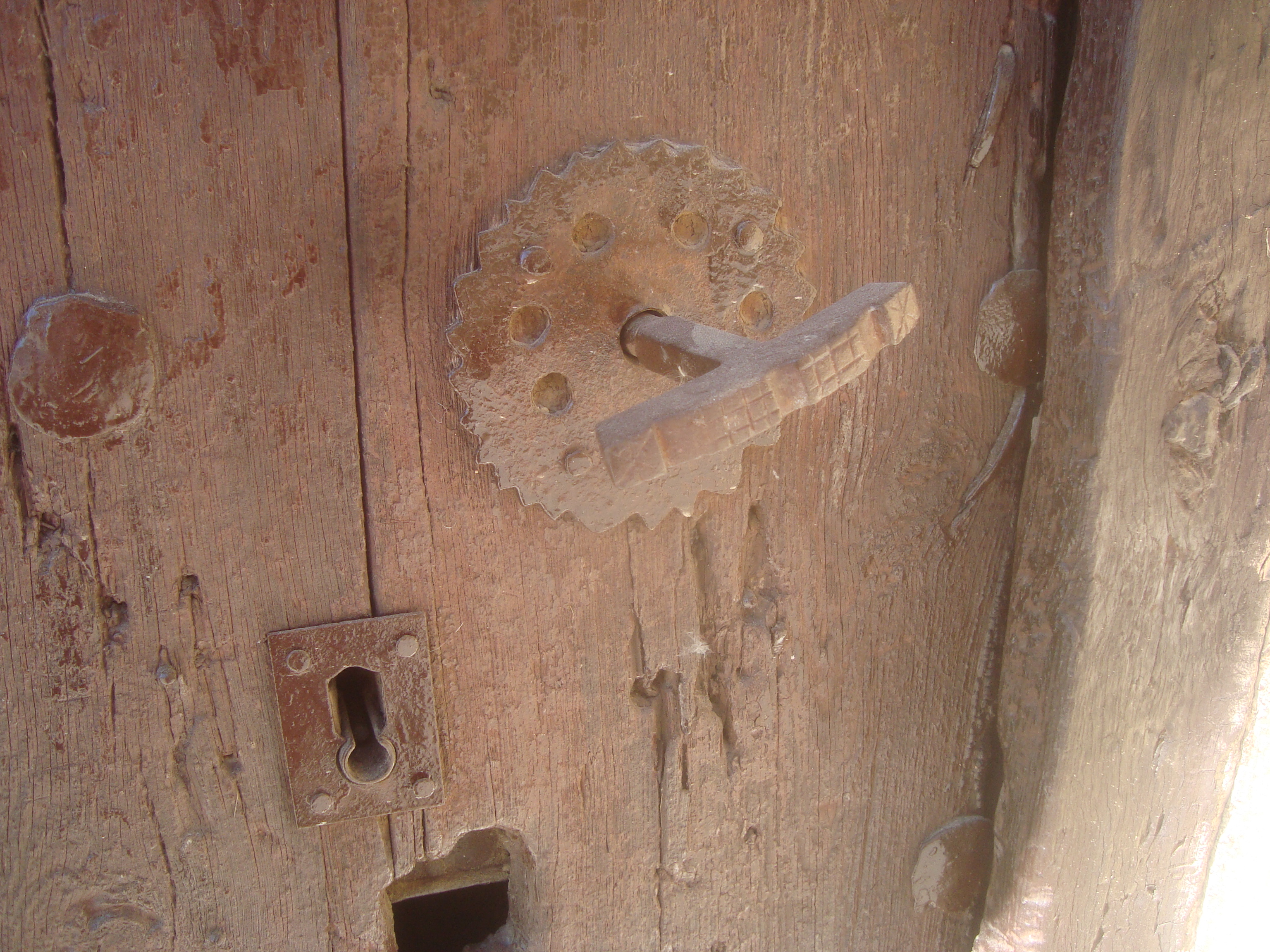
Herrajes de puerta, clavos y manilla o aldaba del pestillo, obra de un artesano del hierro forjado (Torrecilla de Alcañiz).

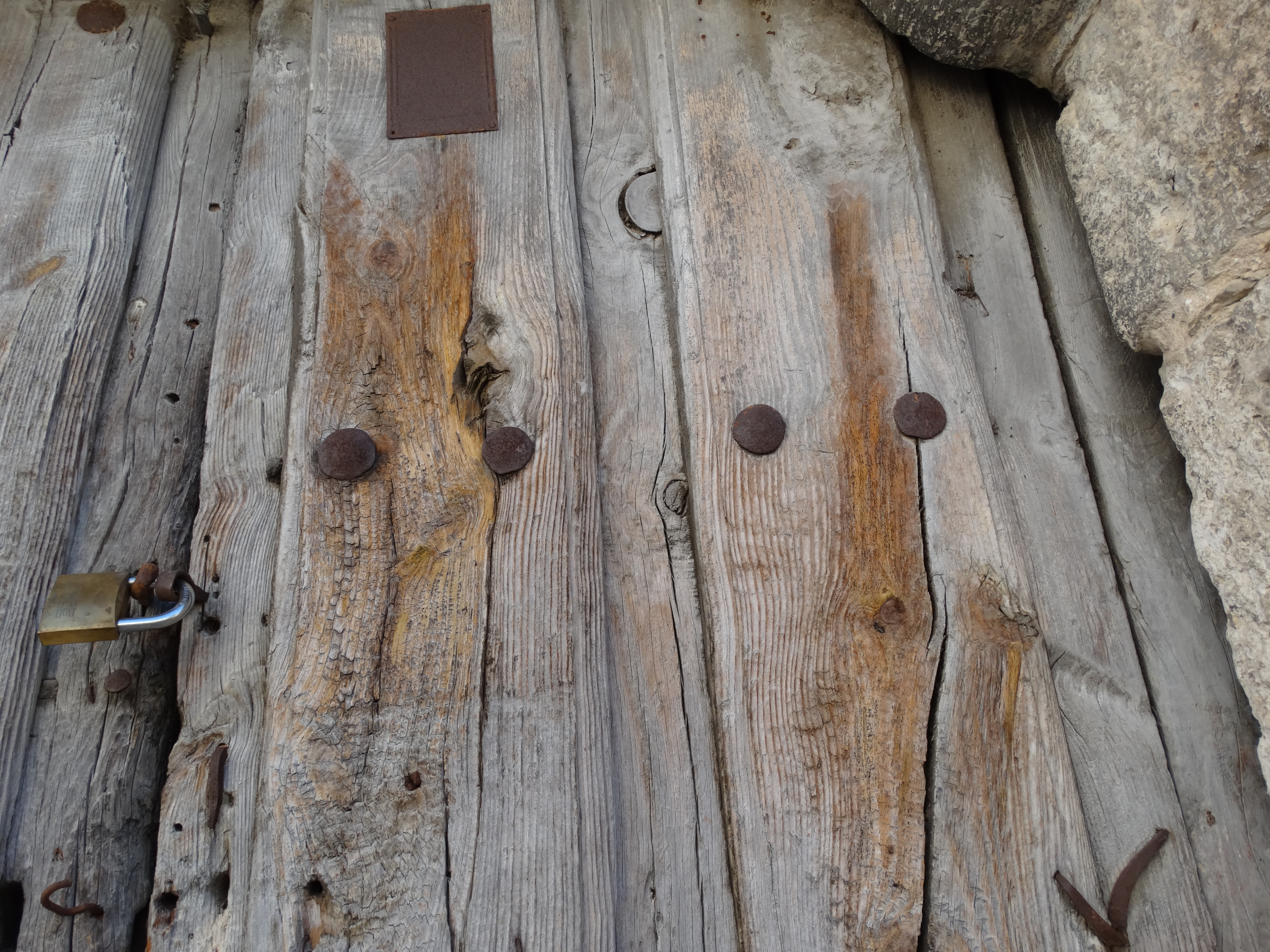
Herrajes en una puerta de Cogeces del Monte.
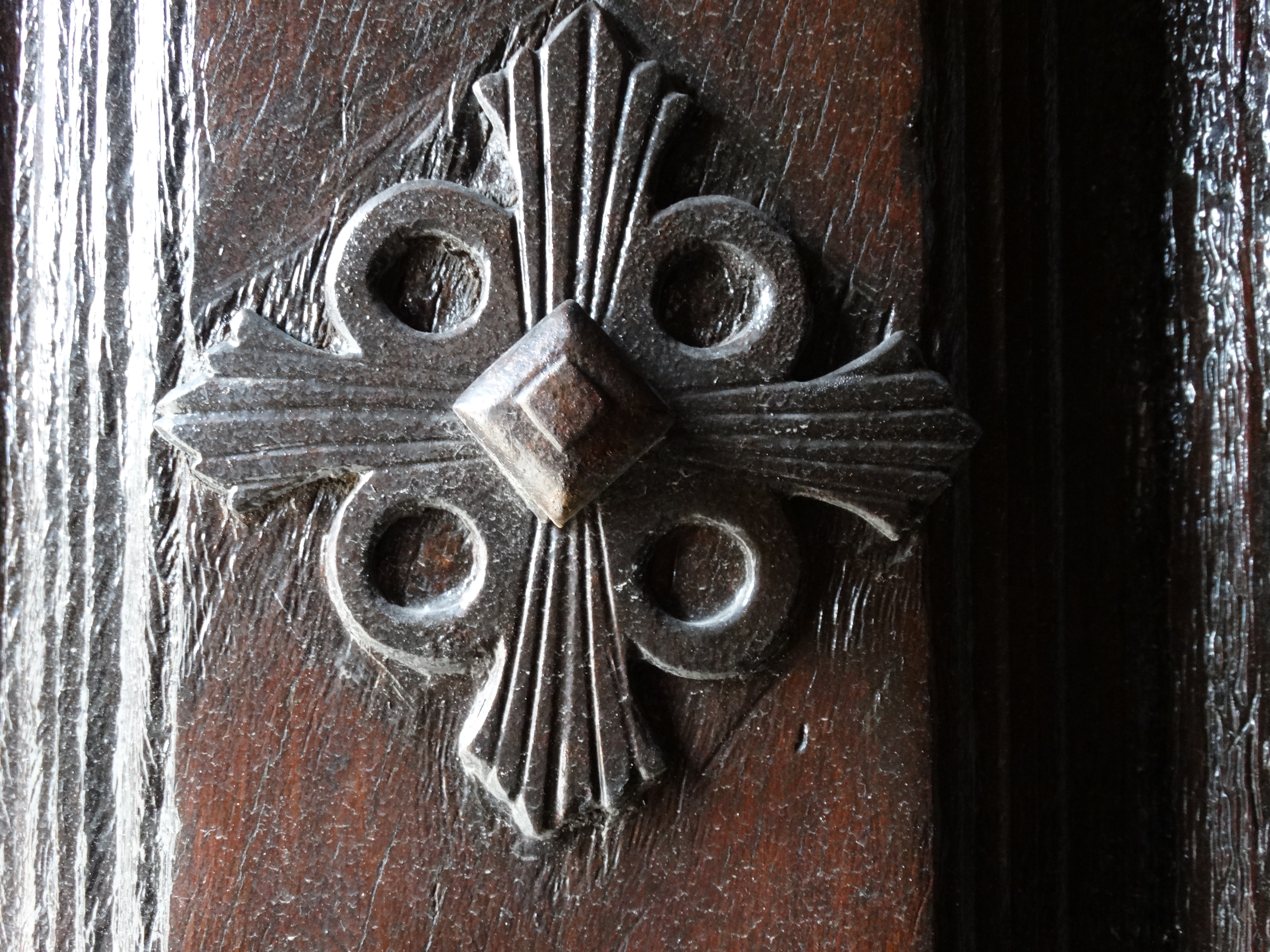
Herrajes de la puerta de la ermita de San Juan o del Cristo del Remedio (Briones, La Rioja). .